# Aida De La Fuente
Aida de la Fuente Penaos zwana także La Rosa Roja (ur. 25 lutego 1915 w Leónie, zm. 13 października 1934 w Oviedo) – bojowniczka w czasie rewolucji katalońskiej 1934 roku. Córka malarza plakatów teatralnych i działacza komunistycznego. Znana była w organizacjach młodzieżowych. Po wybuchu rewolucji działała przy organizowaniu szpitali polowych oraz kuchniach polowych, które zapewniały bojownikom ciepłe posiłki oraz kawę i dostarczały na linię frontu. Oddała swe życie w walce z siłami państwowymi jesienią 1934 roku. Stała się jedną ze „świętych” wojny domowej.
Aida De La Fuente jest także obecna w dzisiejszej kulturze Hiszpanii, jako bohaterka pieśni i ballad.